# Hudson Motor Car Company
La Hudson Motor Car Company è stata una casa automobilistica statunitense attiva tra il 1909 ed il 1954. Nel 1954 la Hudson si fuse con la Nash-Kelvinator Corporation per formare l'American Motors. Vennero costruite autovetture con nome Hudson fino al 1957, dopo di che il marchio venne soppresso.

## Storia

### I primi anni

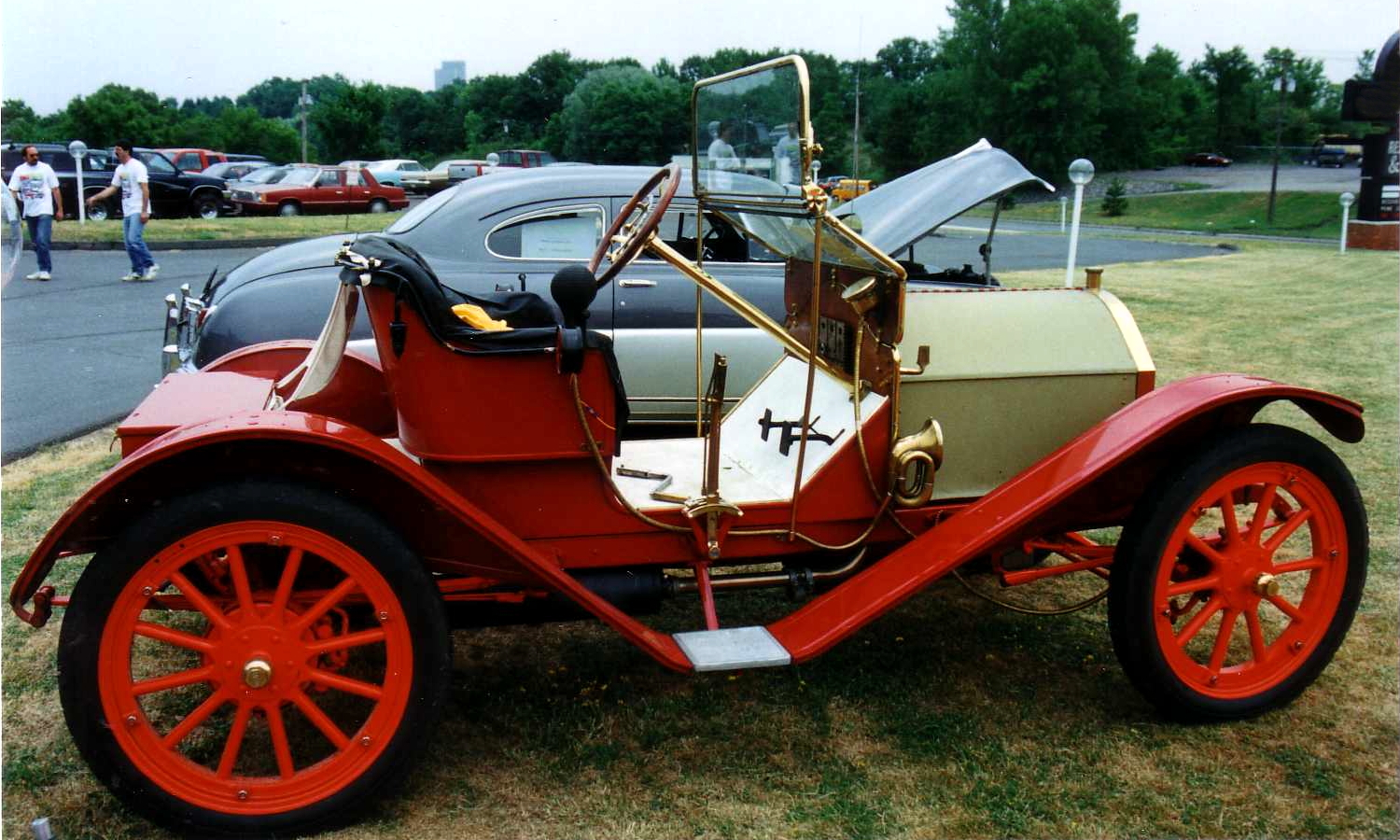
Hudson Model 20 Roadster del 1910

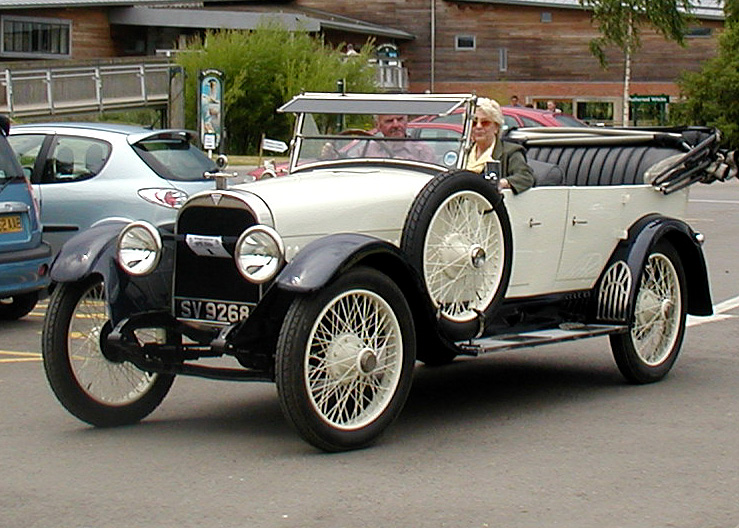
Hudson Phaeton del 1917

Il nome “Hudson” deriva da Joseph L. Hudson, un imprenditore della grande distribuzione organizzata che fondò la Hudson's, una catena di fornitura del settore, e che provvide a procurare il capitale necessario per la fondazione della casa automobilistica, oltre che a dare il permesso di usare il proprio nome per la neonata compagnia. In totale, otto uomini d'affari di Detroit fondarono la Hudson Motor Car Company il 20 febbraio 1909, con l'obiettivo di produrre il primo modello di autovettura, che avrebbe dovuto essere messo sul mercato ad un prezzo inferiore ai 1.000 dollari. Uno dei dirigenti che contribuì ad organizzare la neonata compagnia fu Roy Dikeman Chapin, che lavorò in precedenza per Ransom Eli Olds. L'azienda iniziò subito l'attività produttiva, con la prima vettura che uscì dai piccoli stabilimenti di Detroit il 3 luglio 1909. Questo primo modello era la "Twenty", che fu una delle prime vetture vendute ad un prezzo relativamente basso sul mercato statunitense. Fu un successo, con più di 4.000 esemplari venduti nel primo anno di commercializzazione. I 4.508 esemplari fabbricati nel 1910 fu il risultato migliore, prendendo in considerazione il primo anno intero di produzione, tra le case automobilistiche dell'epoca, e portò la neonata azienda a posizionarsi al 17º posto nella graduatoria assoluta delle compagnie statunitensi. La produzione salì nel 1911 a 6.486 esemplari prodotti.
Le vetture della Hudson ebbero diversi primati nella storia dell'automobile; tra questi, ci furono i freni doppi, l'uso delle spie d'allarme per la pressione dell'olio e l'albero a gomiti bilanciato. Quest'ultimo permise al motore in linea a sei cilindri dell'Hudson, che era montato sulla Super Six, di lavorare ad alto numero di giri al minuto senza compromettersi, fornendo quindi maggiore potenza rispetto ai propulsori omologhi che ruotavano però a minor numero di giri. Questo tipo di motore fu montato su modelli Hudson fino al 1957, cioè fino all'anno di soppressione del marchio. Il sistema frenante doppio prevedeva un apparato frenante meccanico di emergenza, che si azionava sulle ruote posteriori quando il pedale del freno era premuto oltre un certo punto. La trasmissione era a bagno d'olio e la frizione era di sughero, e questo garantiva la durabilità, oltre che una guida pulita.

### 1919-1936

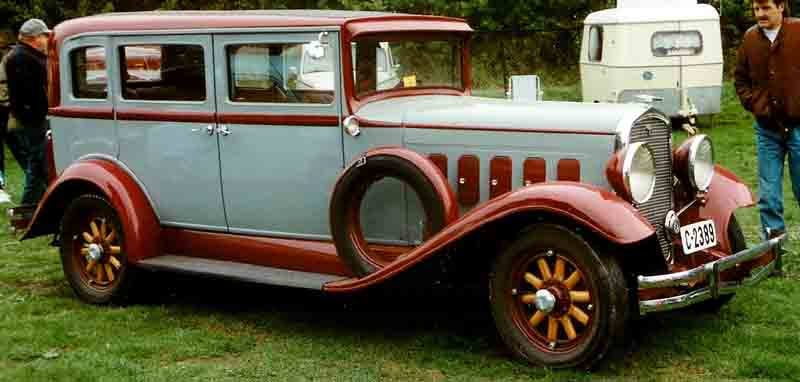
Una Hudson quattro porte berlina del 1931

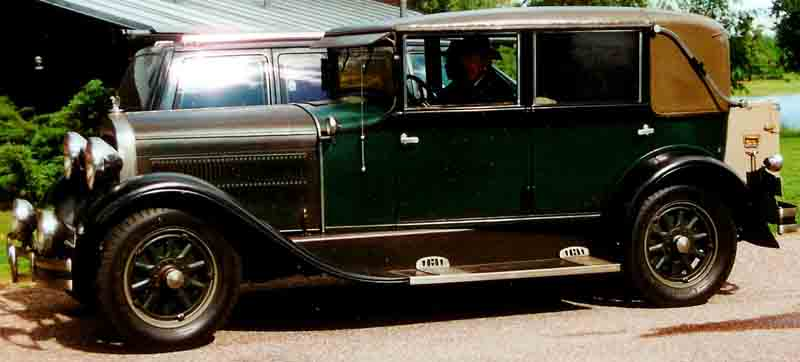
Una Hudson Model R quattro porte berlina del 1929

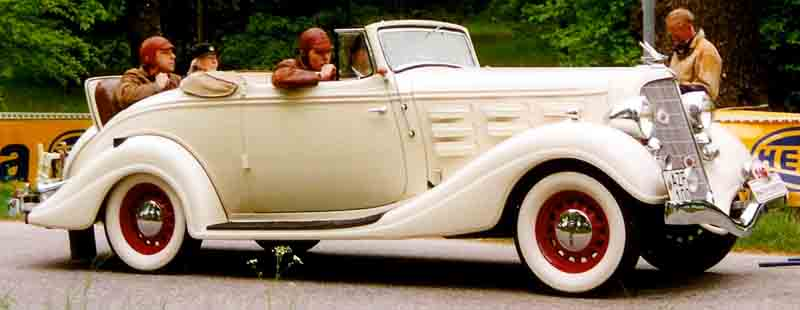
Una Hudson Eight del 1934

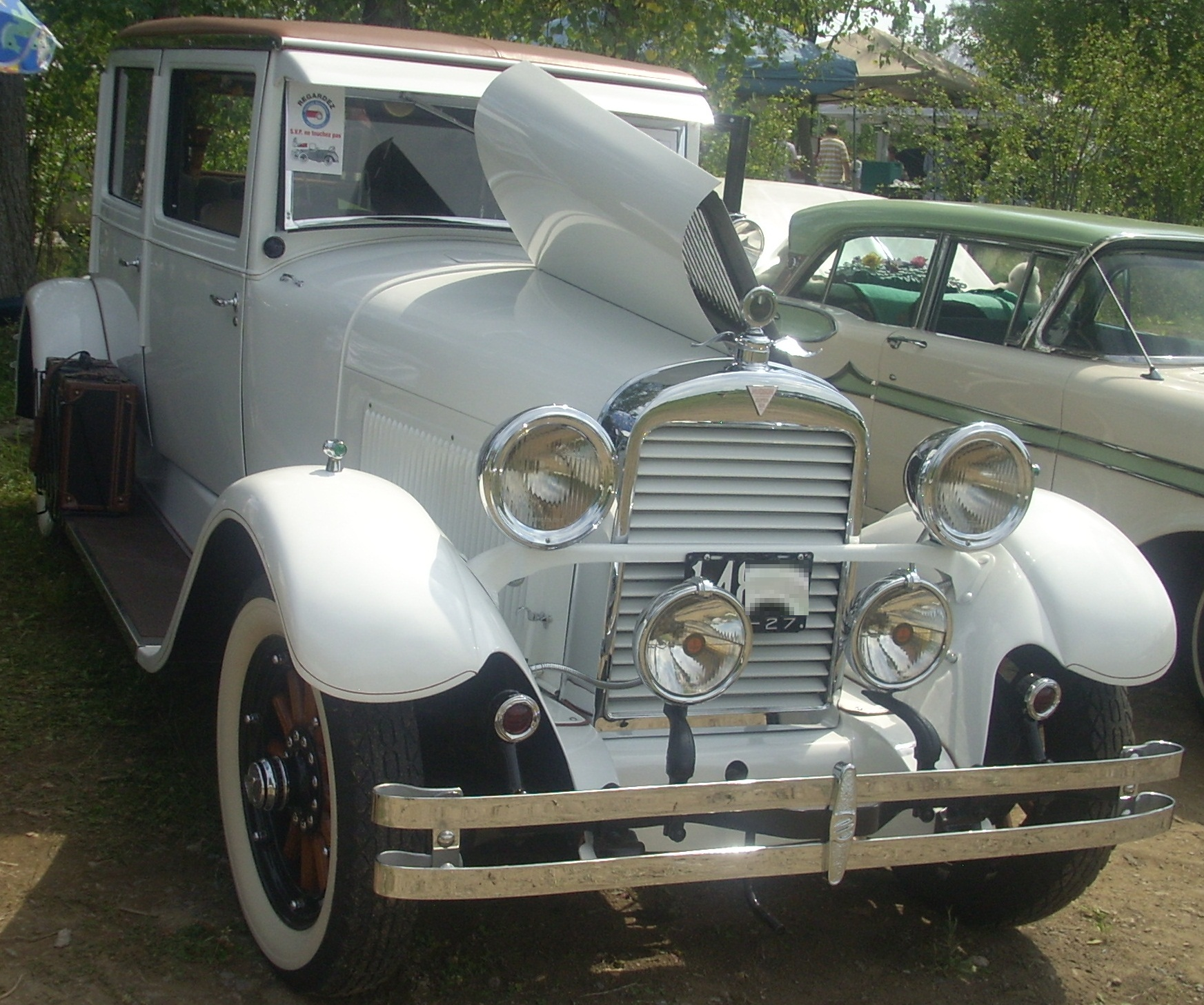
Una Hudson Super Six del 1927

Nel 1919 la Hudson introdusse il marchio Essex; sotto questo marchio vennero prodotte autovetture medie, che erano in concorrenza con le Ford e le Chevrolet. La Hudson infatti commercializzava vetture di una categoria superiore. La Essex incontrò un grande successo grazie alla commercializzazione di una vettura berlina, e le vendite combinate della Essex e della Hudson fecero salire le due aziende, nel 1925, dal settimo al terzo posto nella classifica delle case automobilistiche statunitensi per volumi di vendita.
Il 1929 fu l'anno in cui la Hudson e la Essex raggiunsero il picco di esemplari prodotti, 300.000, incluse le vetture assemblate nel Regno Unito e Belgio; uno stabilimento venne infatti anche costruito nel 1925 a Brentford, a Londra. Nel 1929 la Hudson e la Essex si confermarono la terza casa automobilistica statunitense per volumi di vendita, dopo la Ford e la Chevrolet.
Nel 1932 soppresse il marchio Essex, e lo sostituì con il marchio Terraplane. Il 21 luglio 1932 venne commercializzata una nuova linea di autovetture, che fu tenuta a battesimo da Amelia Earhart. Nel 1932 e nel 1933 le vetture vennero commercializzate con il nome Essex-Terraplane, e dal 1934 come Terraplane. Nel 1938 le vetture furono rinominate Hudson 112. La Hudson iniziò in questi anni a produrre autovetture anche a Tilbury, in Canada.
Dal 1935 al 1938 alle Hudson ed alle Terraplane venne montato, sul piantone dello sterzo, il preselettore elettrico del cambio ed il sistema di cambiata elettro-meccanico, conosciuto come Electric Hand, che era fabbricato dalla Bendix Corporation. Quest'ultimo era installato sul pavimento insieme alla leva, ma necessitava di un frizione convenzionale. Gli esemplari provvisti dal sistema Electric Hand possedevano anche la leva del cambio, che poteva essere utilizzata in caso di malfunzionamento del sistema stesso. Dagli anni trenta la Hudson offrì anche una frizione servoassistita.

### 1936-1942

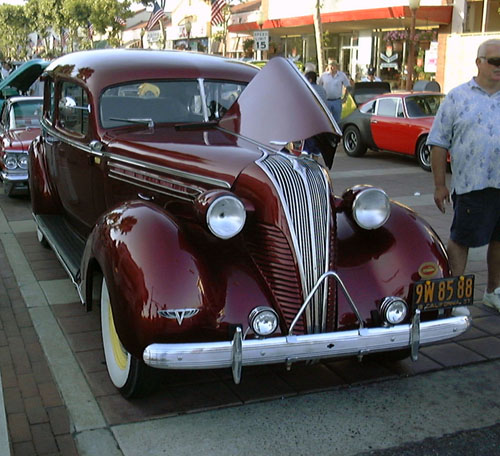
Una Hudson Custom Eight del 1937

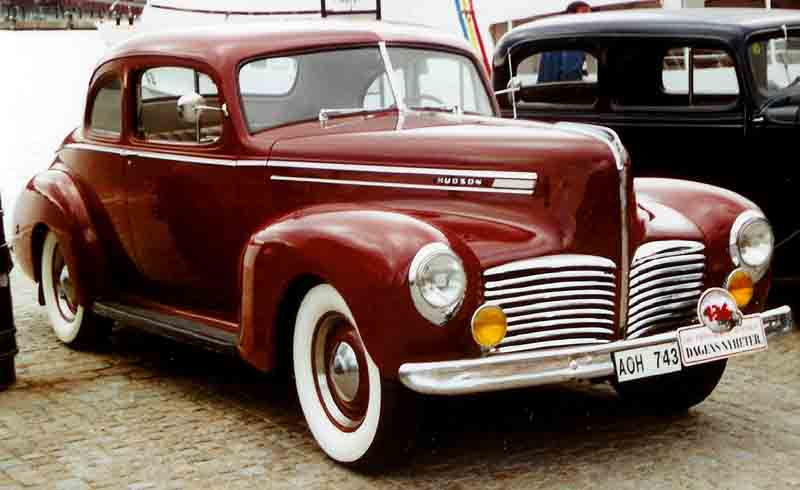
Una Hudson Coupé del 1941

Nel 1936 la Hudson rivisitò le proprie vetture, ed introdusse delle nuove sospensioni. Quelle anteriori erano ora ad assale rigido ed a balestra. Inoltre, le vetture vennero ingrandite: in particolare i modelli Hudson potevano arrivare ad un volume interno, misurato dall'United States Environmental Protection Agency, di 4,100 m³, contro, ad esempio, i 3,600 m³ della Chrysler LHS. Come optional era offerta una coda di grandi dimensioni, e di conseguenza le Hudson potevano ospitare, nel bagagliaio, fino a 0,590 m³ di carico (quello della LHS era capiente 0,54 m³). I motori erano potenti per l'epoca, dato che erogavano una potenza compresa tra i 93 CV ed i 124 CV.
I modelli del 1939 ebbero in dotazione, come le contemporanee auto statunitensi, la leva del cambio montata sul piantone delle sterzo, e ciò permise l'installazione di sedili anteriori a divanetto. Lo spazio che si ricavò per i passeggeri anteriori rimase comune sulle vetture fino agli anni sessanta, quando diventarono di voga i sedili anteriori singoli. Nel 1940 la Hudson introdusse delle sospensioni anteriori indipendenti a molle elicoidali e degli ammortizzatori di derivazione aeronautica. Nel 1942, in risposta all'introduzione, da parte della General Motors, del cambio automatico Hydramatic, la Hudson presentò l'omologo sistema "Drive-Master". Esso dava la possibilità al guidatore di scegliere, tramite la pressione di un bottone, tra la cambiata e l'innesto della frizione manuali, l'innesto automatico di quest'ultima e la cambiata manuale, oppure entrambe le fasi azionate automaticamente. Il sistema era affidabile, ed il complesso meccanismo era posizionato sotto il cofano. Se il "Drive-Master" era combinato con l'overdrive, il sistema era conosciuto come "Super-Matic". Il "Drive-Master" venne offerto dalla Hudson fino al 1950. Nel 1951 la General Motors rese disponibile il cambio Hydramatic per tutte le case automobilistiche, e la Hudson sostituì il "Drive-Master" con il sistema citato.

### La seconda guerra mondiale
A seguito dell'ordine del Governo federale degli Stati Uniti d'America che obbligava le case automobilistiche del Paese a convertire i propri impianti per la produzione bellica, la Hudson sospese la produzione di autovetture dal 1942 al 1945. La Hudson, durante la seconda guerra mondiale, produsse parti di aeroplani (tra cui alettoni), motori marini, e cannoni antiaerei. Il motore Hudson "Invader" era installato su molti mezzi che parteciparono il 6 giugno 1944 allo sbarco in Normandia. La compagnia produsse anche 33.201 esemplari di 20 mm Oerlikon per l'United States Navy.

### 1946-1954

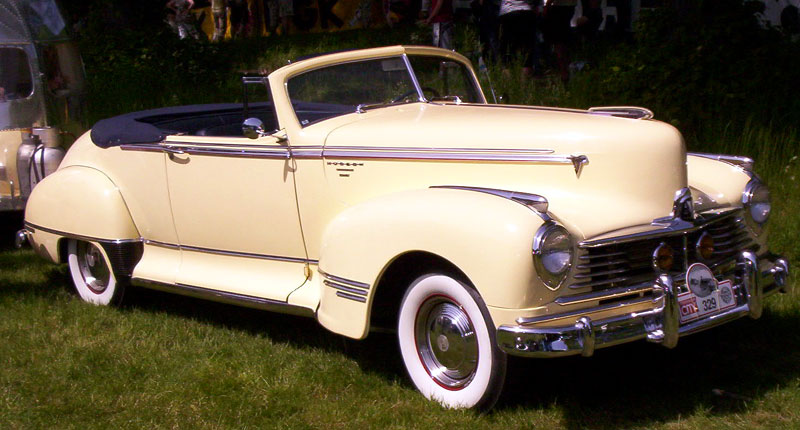
Commodore Eight cabriolet del 1947

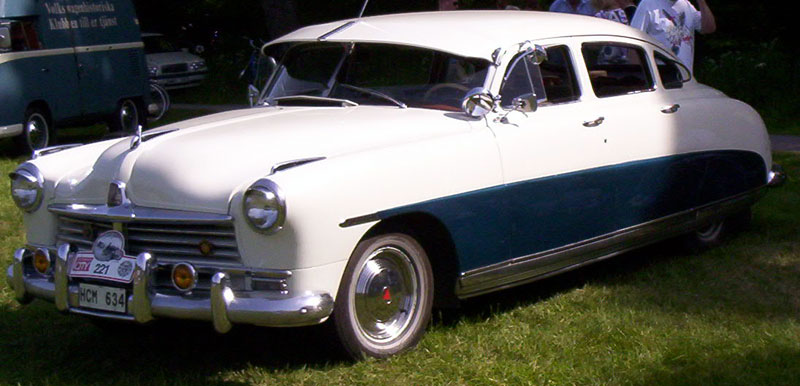
Hudson Commodore quattro porte berlina del 1949

La produzione civile riprese dopo la guerra, ed includeva un pick-up da 3.251 mm di passo.
Nel 1948 la compagnia introdusse dei corpi vettura peculiari, chiamati "step-down", che sarebbero rimasti in produzione fino al 1954. Queste carrozzerie fornirono ai modelli Hudson una maggiore sicurezza, un grande comfort ed un centro di gravità piuttosto basso, che assicurava una migliore guidabilità.
I corpi vettura Hudson, che erano robusti e leggeri, combinati con i motori in linea a sei cilindri, fecero della Hornet un'auto da competizione, che dominò le serie NASCAR dal 1951 al 1954. Più tardi, le vetture Hudson ebbero anche fortuna nelle serie per dragster del National Hot Rod Association.
Come molte altre piccole case automobilistiche statunitensi, anche la Hudson trovò sempre più difficile competere negli anni cinquanta con il Big Three, cioè con le tre maggiori aziende statunitensi del suo campo, vale a dire la Ford, la General Motors e la Chrysler. Queste compagnie, più grandi della Hudson, potevano permettersi, ogni anno, lo sviluppo delle proprie vetture, così che queste ultime potessero stare al passo con i tempi e risultare sempre moderne. Le case automobilistiche minori invece erano obbligare a rivedere i propri modelli più raramente, e con il passare degli anni erano sempre più in difficoltà nel competere con i gruppi automobilistici più grandi. Ad esempio, il corpo vettura Hudson "step-down" che era, per l'epoca, robusto ed innovativo, era però difficile e costoso da sviluppare. Dopo il fallimento della Jet, che fu lanciata nel 1953, la Hudson si fuse dalla Nash-Kelvinator Corporation, che possedeva già i marchi Nash Motors e Rambler.

### 1954-1957: l'American Motors

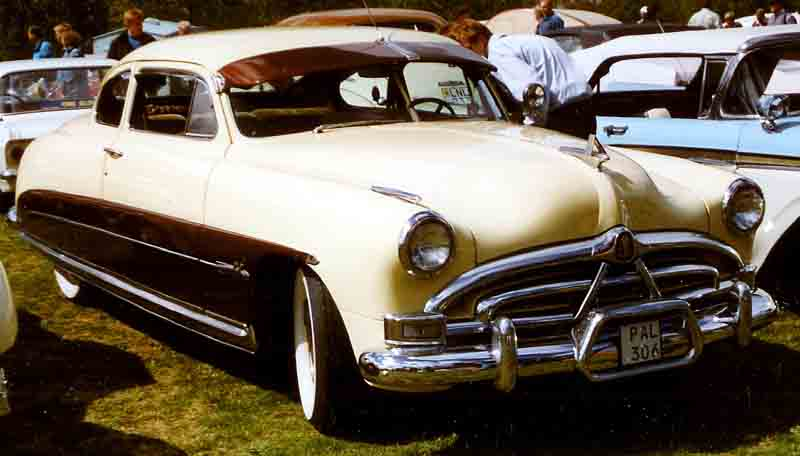
Una Hudson Hornet Club Coupé del 1951

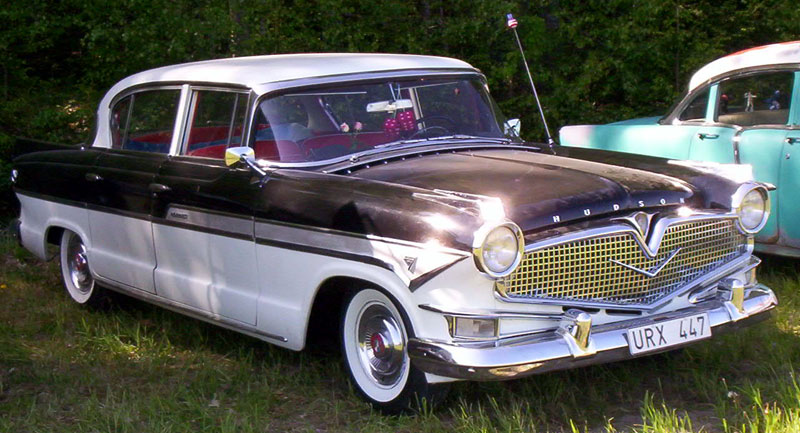
Una Hudson Hornet Series 80 quattro porte berlina del 1957

Il 14 gennaio 1954 la Hudson si fuse con la Nash-Kelvinator Corporation per formare l'American Motors. Lo stabilimento Hudson, che era sito a Detroit, nel Michigan, fu convertito a sito produttivo per forniture militari, e la produzione automobilistica della Hudson venne spostata a Kenosha, nel Wisconsin.
Nel biennio 1954-1955 fu prodotta la Hudson Italia, un modello coupé due porte prodotta in un numero limitato di esemplari, in collaborazione con la italiana Carrozzeria Touring.
Nel 1955, sia i modelli Hudson che Nash vennero costruiti su un pianale comune e furono basati su una linea progettata da Battista Farina e Edmund E. Anderson. Tra i due marchi vennero messi in comune altri componenti. Ad esempio gli interni ed il climatizzatore delle Hudson del 1955 derivavano da quelli delle Nash, ma il cruscotto utilizzato dai due marchi era quello delle Hudson.
I concessionari Hudson commercializzavano anche vetture Rambler e le Nash Metropolitan con marchio Hudson. Quando i modelli venivano venduti di concessionari Hudson, erano commercializzate con il marchio di quest'ultima grazie all'applicazione del logo Hudson sulla calandra. Nel 1957 le Rambler e le Metropolitan tornarono ad essere vendute con il marchio d'origine, e non furono più identificate come Hudson o Nash.
Con una carreggiata anteriore maggiore di quella in uso per le Nash, le vetture Hudson possedevano una migliore guidabilità. Avevano anche in dotazione un motore da 5 L di cilindrata con testata ad alto rapporto di compressione e un carburatore con doppio collettore, che era chiamato "Twin-H Power". Quest'ultimo venne tolto dal mercato dal 1956
La serie Wasp utilizzava un motore da 3,3 L a valvole laterali da 130 CV di potenza. Le versioni berlina di questi modelli erano al top della gamma offerta dalla Hudson. Nel 1955, per la prima volta nella storia dell'Hudson, venne offerto un motore V8 progettato e costruito dalla Packard che aveva una cilindrata di 5,2 L ed erogava 208 CV di potenza. Tutti i modelli Hudson che montavano questo motore, avevano installato il cambio Ultramatic della Packard. Era disponibile negli Stati Uniti, come optional, un cambio manuale Nash a tre rapporti al prezzo di 295 dollari. Nel 1956 il design delle Hudson di categoria superiore era opera di Richard Arbib.
Le vendite del 1956 calarono vistosamente rispetto a quelle dell'anno precedente. Nel 1957 la Hudson ritirò dal mercato molti suoi modelli, tra cui la serie Wasp, e mise in vendita solo la Hornet Custom e Super, che vennero leggermente riviste.

### La fine del marchio Hudson
A seguito delle difficoltà trovate negli anni cinquanta a vendere i propri modelli ed a competere con il Big Three, cioè con le tre maggiori aziende statunitensi del suo campo, vale a dire la Ford, la General Motors e la Chrysler, la Hudson si fuse nel 1954 con la Nash-Kelvinator Corporation per formare l'American Motors.
A causa del costante calo di vendite, la proprietà decise di interrompere la produzione di automobili “interamente” Hudson. L'ultimo esemplare di vettura Hudson uscì dalle catene di montaggio dello stabilimento di Kenosha il 25 giugno 1957. Non ci furono cerimonie perché c'era l'intenzione di continuare a vendere auto con marchio Hudson e Nash anche nel 1958, che sarebbero state costruite su telaio Rambler. Queste vetture sarebbero appartenute alla categoria di fascia alta. Esistono delle fotografie che ritraggono i prototipi di queste Nash/Hudson basate sul telaio Rambler. George W. Romney, presidente dell'American Motors, decise però di non dare seguito all'ipotesi, dato che giudicò queste nuove vetture poco appetibili da parte della clientela.

## La produzione in Sudafrica
Le Hudson furono assemblate da componenti in complete knock down in Sudafrica, a Natalspruit, nella provincia di Gauteng.

## L'ultimo concessionario Hudson
L'ultimo concessionario Hudson del mondo fu il Miller Motors a Ypsilanti, nel Michigan. Ora è parte del museo automobilistico cittadino, ed annovera, tra le altre, molte autovetture Hudson restaurate, tra cui la Fabulous Hudson Hornet, che è famosa per la sua partecipazione alle gare NASCAR.

## L'AMC Hornet
Nel 1970 l'American Motors Corporation (AMC) fece rivivere il nome “Hornet” grazie al lancio dell'AMC Hornet. L'AMC fu più tardi acquistata dalla Chrysler, che pensò di reintrodurre il nome Hornet. L'idea però non ebbe seguito, e venne realizzata soltanto una concept car, la Dodge Hornet.

## Modelli prodotti
| Anno | Modello                                                                                         |
| ---- | ----------------------------------------------------------------------------------------------- |
| 1911 | Model 20                                                                                        |
| 1912 | Model 20, Model 33                                                                              |
| 1913 | Model 37, Model 54                                                                              |
| 1914 | Six, Six-54                                                                                     |
| 1915 | Six-40, Six-54                                                                                  |
| 1916 | Six-40                                                                                          |
| 1917 | Super Six                                                                                       |
| 1918 | Super Six                                                                                       |
| 1919 | Super Six                                                                                       |
| 1920 | Super Six                                                                                       |
| 1921 | Super Six                                                                                       |
| 1922 | Super Six                                                                                       |
| 1923 | Super Six                                                                                       |
| 1924 | Super Six                                                                                       |
| 1925 | Super Six                                                                                       |
| 1926 | Super Six                                                                                       |
| 1927 | Super Six                                                                                       |
| 1928 | Super Six                                                                                       |
| 1929 | Greater Hudson                                                                                  |
| 1930 | Greater Eight                                                                                   |
| 1931 | Greater Eight                                                                                   |
| 1932 | Greater Eight Standard, Greater Eight Sterling, Grater Eight Major                              |
| 1933 | Super Six, Pacemaker Standard Eight, Pacemaker Major Eight                                      |
| 1934 | Standard Eight, DeLuxe Eight, Challenger                                                        |
| 1935 | Big Six, Special Eight, Custom Eight, DeLuxe Eight, Country Club Eight                          |
| 1936 | Custom Six, Custom Eight, Deluxe Eight                                                          |
| 1937 | Custom Six, Custom Eight, Deluxe Eight                                                          |
| 1938 | 112, Terraplane DeLuxe, Super Terraplane, Custom Six, Custom Eight, Deluxe Eight                |
| 1939 | 112, Pacemaker, Six, Country Club Six, Country Club Eight                                       |
| 1940 | Traveller Six, DeLuxe Six, Super Six, Country Club Six, Eight, DeLuxe Eight, Country Club Eight |
| 1941 | Traveller Six, DeLuxe Six, Super Six, Commodore Six, Commodore Eight, Commodore Custom Eight    |
| 1942 | Traveller Six, DeLuxe Six, Commodore Eight, Commodore Custom Eight                              |
| 1943 | Produzione sospesa                                                                              |
| 1944 | Produzione sospesa                                                                              |
| 1945 | Produzione sospesa                                                                              |
| 1946 | Super Six, Commodore Six, Super Eight, Commodore Eight                                          |
| 1947 | Super Six, Commodore Six, Super Eight, Commodore Eight                                          |
| 1948 | Super Six, Commodore Six, Super Eight, Commodore Eight                                          |
| 1949 | Super Six, Commodore Custom Six, Super Eight, Commodore Custom Eight                            |
| 1950 | Pacemaker, Super Six, Commodore Six, Super Eight, Commodore Eight                               |
| 1951 | Pacemaker Custom, Super Custom Six, Commodore Custom Six, Commodore Custom Eight                |
| 1952 | Pacemaker, Hornet, Wasp, Commodore Six, Commodore Eight                                         |
| 1953 | Jet, Super Jet, Hornet, Wasp                                                                    |
| 1954 | Metropolitan, Jet, Super Jet, Hornet Special, Super Wasp, Italia                                |
| 1955 | Metropolitan, Rambler, Super Hornet, Wasp, Super Wasp                                           |
| 1956 | Metropolitan, Rambler, Hornet, Wasp                                                             |
| 1957 | Metropolitan, Hornet, Super Hornet                                                              |